# Меріндад-де-Куеста-Уррія
Меріндад-де-Куеста-Уррія (ісп. Merindad de Cuesta-Urria) — муніципалітет в Іспанії, у складі автономної спільноти Кастилія-і-Леон, у провінції Бургос. Населення — 435 осіб (2010).
Муніципалітет розташований на відстані близько 280 км на північ від Мадрида, 65 км на північ від Бургоса.
На території муніципалітету розташовані такі населені пункти: (дані про населення за 2010 рік)
- Аель: 0 осіб
- Альмендрес: 5 осіб
- Баїльйо: 10 осіб
- Касарес: 1 особа
- Себольєрос: 20 осіб
- Естраміана: 34 особи
- Єрро: 4 особи
- Лечедо: 3 особи
- Міхангос: 29 осіб
- Нофуентес: 158 осіб
- Паралакуеста: 27 осіб
- Прадоламата: 12 осіб
- Кінтана-Ентрепеньяс: 12 осіб
- Кінтаналакуеста: 14 осіб
- Кінтанілья-Монтекабесас: 15 осіб
- Лас-Кінтанільяс: 4 особи
- Сан-Крістобаль-де-Альмендрес: 19 осіб
- Санта-Колома: 1 особа
- Уррія: 39 осіб
- Вальделакуеста: 0 осіб
- Вальмайор-де-Куеста-Уррія: 1 особа
- Вільямагрін: 1 особа
- Вільяпанільйо: 12 осіб
- Вільяведео: 14 осіб

## Демографія
Динаміка населення (INE ):